# Ist
Ist je ostrov v Chorvatsku. Má rozlohu 9,7 km² a žije zde 182 obyvatel, vesměs chorvatské národnosti. Nachází se v Zadarské župě 20 km severozápadně od Zadaru. Sousedním ostrovem je Molat, oddělený 200 m širokým průlivem Zapuntel. Na ostrově leží jediná vesnice, která se také jmenuje Ist. Nejvyšším vrcholem je Straža (174 m) s kostelíkem Panny Marie Sněžné.
Ostrov je porostlý makchií. Pěstuje se zde réva vinná a olivovník evropský, provozuje se pastevectví ovcí a rybolov. Rozvíjí se turistický ruch, jachtaři často využívají místní marinu.
Ilyrové ostrov nazývali Gistum a Benátčané Isto. V okolních vodách proběhla 29. února 1944 námořní bitva u Istu, v níž Francouzi porazili německé loďstvo.

## Rodáci
- Dina Levačić, dálková plavkyně